# Parco nazionale della Beringia
Il parco nazionale della Beringia (in russo национальный парк «Берингия»?) è situato all'estremità orientale del Circondario autonomo della Čukotka (o semplicemente «Čukotka»), la regione più nord-orientale della Russia, sul lato occidentale (cioè quello asiatico) dello stretto di Bering.

## Descrizione

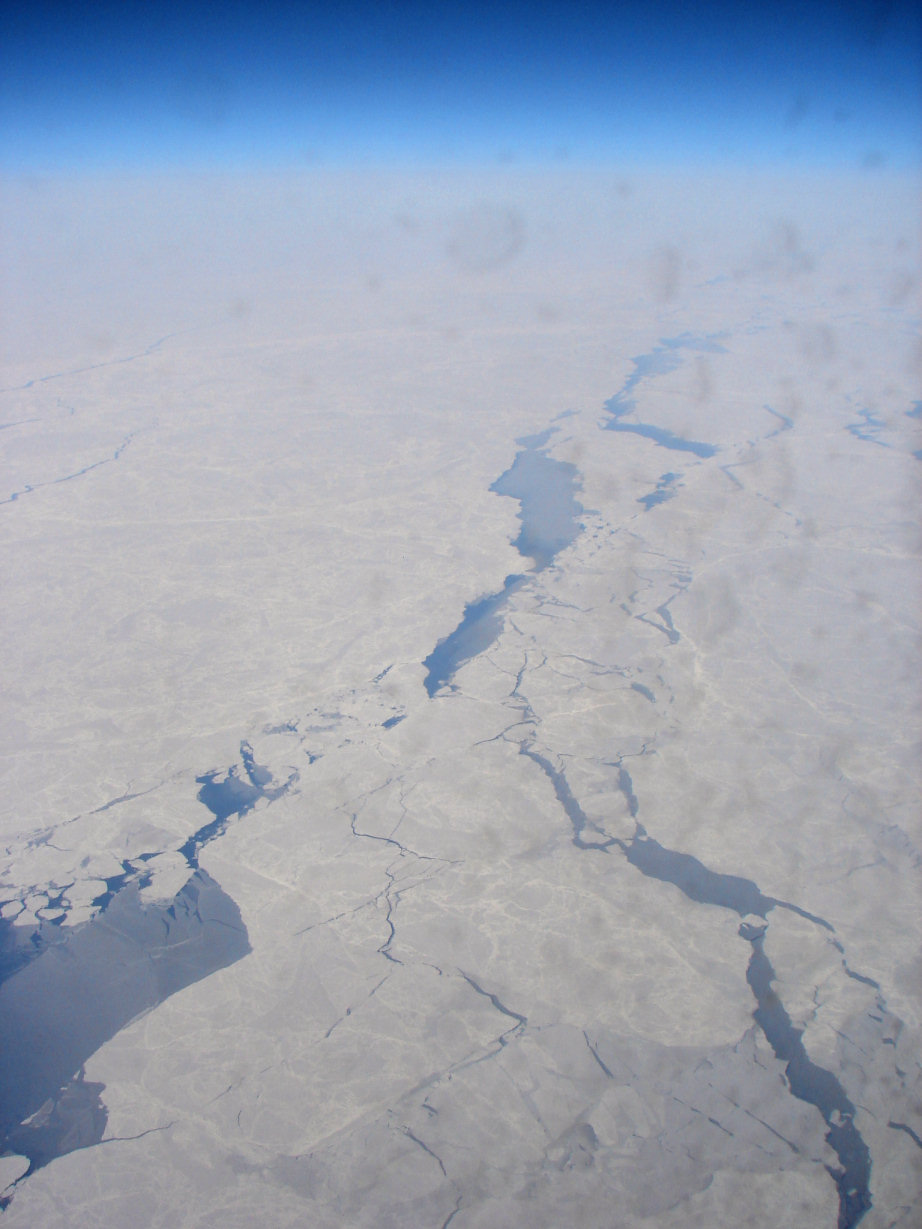
Il mare dei Ciukci, tra la penisola dei Ciukci e l'Alaska.

Fino a 13.000 anni fa, il territorio del parco era collegato attraverso un ponte di terra - conosciuto come «Beringia» - al Nordamerica. Più a oriente, in Alaska, si trova la Bering Land Bridge National Preserve, gestita dallo US National Park Service. Tra Stati Uniti e Russia vi sono state voci di una possibile congiunzione dei due parchi in un unico «parco internazionale», ma fino ad ora il progetto rimane solo sulla carta. La maggior parte dei pochi abitanti della regione appartengono alle tribù indigene dei Ciukci o degli Yupik. La creazione del parco è stata ufficializzata nel 2013.
Il parco si estende attraverso due distretti nella penisola dei Ciukci: quello di Providenija a sud e quello di Čukotka a nord. Il paesaggio è dominato da una tundra subartica marittima di altopiano. Le montagne qui presenti raggiungono un'altezza media di 900 metri, ma la cima più alta, il monte Ischodnaja culmina a 1194 metri. Tra di esse si estendono vaste pianure ricoperte da tundra. Il clima è di tipo subartico (Dfc secondo la classificazione dei climi di Köppen), con inverni lunghi caratterizzati da temperature estremamente rigide ed estati fresche e brevi. Gennaio è il mese più freddo dell'anno (ad Anadyr' si registrano temperature medie di -22,6 °C), mentre quello più caldo è luglio, con temperature medie di 11,6 °C.